# Puerta de Iravan
La Puerta de Iravan o la Puerta Khalfali (en azerí: İrəvan qapısı və ya Xəlfəli qapısı) es una de las tres puertas principales de la Fortaleza de Shusha.

## Historia

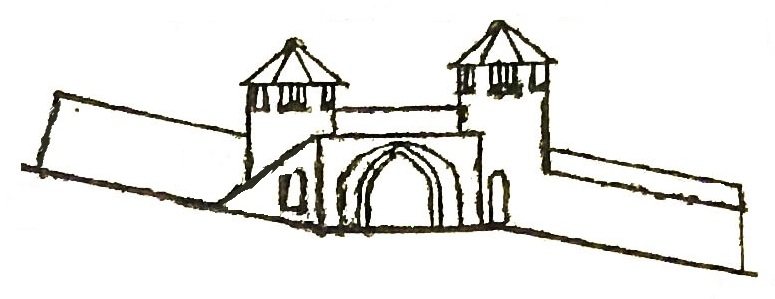
Plano de la Puerta de Iravan

La Fortaleza de Shusha fue erigida por orden del kan de Karabaj Panahali para proteger de las invasiones enemigas. El 21 de junio de 1750 Panahali Khan colocó la primera piedra de la fortaleza de Shusha. Esta fortaleza fue construida en estilo oriental.
La Fortaleza de Shusha tiene tres puertas principales: la Puerta de Ganyá, la Puerta de Iravan y la Puerta de Agoghlan. La Puerta de Ganyá conectaba Shusha con la ciudad de Ganyá y la región de Chilabord del kanato de Karabaj. La Puerta de Iravan, situada en el lado oeste de la fortaleza, conectaba Shusha con la ciudad de Iravan y el pueblo de Khalfali. La tercera puerta de la fortaleza es la Puerta de Agoghlan, situada en el lado este de la fortaleza.
La Puerta de Iravan se encuentra a una altitud de 4705 pies. En los años 60 del siglo XIX estas puertas jugaron un papel importante en la vida pública de la ciudad de Shusha. Según un periódico "Иллюстрация", las puertas de Aghaoghlan e Iravan servían para altos funcionarios y transporte de mercancías, y la puerta de Ganja, para el paso de los carros.